# Die Vegetarierin
Die Vegetarierin (koreanisch 채식주의자 RR Chaesigju-euija) ist ein Roman und das bisher bekannteste Werk der Literaturnobelpreisträgerin Han Kang. Das Werk erschien erstmals 2007 in Südkorea und wurde 2016 von Ki-Hyang Lee ins Deutsche übersetzt. Die englische Übersetzung The Vegetarian wurde 2016 mit dem Man Booker International Prize ausgezeichnet und gewann dadurch an internationaler Anerkennung. Mittlerweile ist der Roman in mehr als 25 Sprachen erhältlich. Eine gleichnamige Verfilmung erschien 2009.

## Inhalt

### Handlung

#### Die Vegetarierin
Bevor sie zur Vegetarierin wurde, war Yong-Hye laut ihrem Ehemann eine unscheinbare und durchschnittliche Frau. Bis auf die Tatsache, dass sie es verabscheute, einen BH zu tragen, war an ihr nichts besonders. Dies ändert sich jedoch, als sie eines Morgens beschließt, alle tierischen Produkte wegzuwerfen. Wenn sie nach dem Grund gefragt wird, antwortet sie immer nur mit „Ich hatte einen Traum“. Für ihren Ehemann ist diese Veränderung absurd und unverständlich, er kritisiert Yong-Hye, unternimmt ansonsten jedoch nichts. Nach einem wichtigen Geschäftsessen mit seinen Vorgesetzten, bei dem die Essgewohnheiten seiner Frau auf weiteres Unverständnis treffen und ihre Anteilnahmslosigkeit am Geschehen die Stimmung senkt, beschließt er, etwas gegen das Verhalten seiner Frau zu unternehmen.
Er ruft die Eltern und die Schwester von Yong-Hye an, die von ihrer Veränderung geschockt sind, doch auch sie schaffen es nicht, seine Frau umzustimmen. Sein Verhalten gegenüber seiner Frau wird aggressiver, mehrmals vergewaltigt er sie sogar. Einen Monat später finden sich Yong-Hye und ihr Mann zu einem Familientreffen bei ihrer Schwester ein. Beim Essen reden alle auf Yong-Hye ein und versuchen sie dazu zu bringen, wieder Fleisch zu konsumieren. Auf die umsorgenden Worte ihrer Schwester und die Versuche ihrer Mutter, sie mit Fleisch zu füttern, zeigt Yong-Hye jedoch keine Reaktion. Als sie auch auf den Versuch ihres Vaters nicht reagiert, wird dieser handgreiflich und schlägt sie. Er nimmt ein Stück Fleisch und steckt es seiner Tochter gewaltsam in den Mund, die es jedoch sofort wieder ausspuckt, ein Obstmesser nimmt und sich die Pulsader aufschneidet.
Yong-Hye wird ins Krankenhaus eingeliefert. Während eines Besuches bemerkt ihr Ehemann, dass sie nicht im Bett ist, und findet sie nackt im Hof des Krankenhauses auf einer Bank sitzen, mit blutverschmiertem Mund und einen blutbespritzten Vogel in der Hand haltend.

#### Der Mongolenfleck
Der zweite Teil des Romans spielt zwei Jahre später und fängt mit einem Einblick in das Leben von Yong-Hyes Schwager an. Der Künstler verliebt sich leidenschaftlich in Yong-Hye, wobei ihr Mongolenfleck eine entscheidende Rolle spielt. Er ist von der Vision besessen, zwei nackte Menschen mit Blumen bemalt und eng ineinander verschlungen zu filmen. Als seine Frau ihm erzählt, dass Yong-Hye und ihr Ehemann sich scheiden lassen, beschließt er, seine Schwägerin zu besuchen, und bittet sie, für ihn Modell zu stehen. Sie ist einverstanden. Einige Tage später bringt er Yong-Hye in ein Atelier, wo er ihren nackten Körper mit Blumen bemalt und den Arbeitsprozess filmt. Nach der Sitzung verliert sich der Künstler immer mehr in seinem Projekt, er beginnt seine Frau und seinen Sohn zu vernachlässigen. Er bittet Yong-Hye, die Bemalung nicht abzuwaschen und erneut Modell zu stehen, diesmal zusammen mit seinem Kollegen J. Dass seine Vision mit einschließt, die beiden beim Sex zu filmen, erwähnt er nicht. Bei der zweiten Sitzung für sein Projekt bemalt der Künstler zuerst das männliche Modell und filmt dann die beiden Bemalten in erotischen Positionen. Als er nach einer Weile fragt, ob die zwei wirklich Sex haben könnten, wird es J. unangenehm und er verlässt das Atelier. Der Künstler entschuldigt sich bei Yong-Hye. Sie antwortet, dass sie von der Blumenbemalung feucht geworden ist. Ihr Schwager versucht daraufhin, mit ihr zu schlafen, aber Yong-Hye weigert sich. Auf die Frage, ob sie mit ihm schlafen würde, wenn er sich mit Blumen bemalt, lächelt sie nur und geht heim. Der Künstler fährt noch am selben Abend zu einer alten Freundin und lässt sich von ihr bemalen. Blumenbedeckt besucht er seine Schwägerin und sie schlafen miteinander. Er filmt alles. Als der Künstler am nächsten Morgen aufwacht, findet er seine Ehefrau In-Hye mit der Kamera in der Küche. Sie hat sich den Film angeschaut und ist der Meinung, dass beide, ihr Mann und Yong-Hye, verrückt sind und ärztliche Hilfe brauchen. Kurz danach kommen die Sanitäter und nehmen die zwei unter Zwang mit.

#### Bäume in Flammen
Der dritte Teil wird aus der Perspektive von Yong-Hyes Schwester In-Hye erzählt. Einige Zeit nach den Ereignissen im zweiten Teil wird In-Hyes Ehemann aus der Psychiatrie entlassen und verschwindet aus ihrem Leben. Yong-Hye wird in eine psychiatrische Klinik eingeliefert, wo sich ihr Zustand zunächst zu bessern scheint. Nachdem Yong-Hye jedoch eines Nachts aus der Klinik verschwunden ist und erst Stunden später im Regen stehend im Wald gefunden wird, verschlimmern sich ihre Symptome. Sie spricht immer weniger, genießt es, halbnackt in der Sonne zu sitzen, und scheint in ihrer eigenen Welt zu leben. Zu diesem Zeitpunkt ist In-Hye, die sie einmal pro Woche besucht, ihre einzige Bezugsperson. Nach einem Traum, in dem sie sich in einen Baum verwandelt hat, wird Yong-Hyes Zustand noch schlimmer. Sie widersetzt sich Infusionen und Medikamenten und weigert sich,  Essen zu sich zu nehmen. Sie ist überzeugt davon, zur Pflanze zu werden und nur mit Wasser überleben zu können. Yong-Hyes Ärzte treffen die Entscheidung, sie durch eine Sonde mit Reissuppe zu ernähren. In-Hye ist am Tag der Zwangsernährung anwesend und sieht zu, wie ihre um sich schlagende Schwester an ein Bett fixiert wird und dann eine Sonde in ihre Nase eingeführt bekommt. Als aus Yong-Hyes Mund und der Sonde Blut spritzt, unterbricht das Klinikpersonal die Infusion und entfernt den Schlauch wieder. In-Hye stürzt ins Zimmer und beruhigt ihre Schwester. Um die Magenblutung zu stoppen, wird Yong-Hye in die Notaufnahme verlegt. In-Hye begleitet sie im Krankenwagen zur Intensivstation.

### Personen

#### Die Vegetarierin
Yong-Hye ist zu Beginn eine unscheinbare Frau, laut ihrem Ehemann an Durchschnittlichkeit nicht zu übertreffen. Sie ist mittelgroß und ihre Haare, die sie in einem Topfschnitt trägt, sind weder kurz noch lang, sondern irgendwo dazwischen. Sie redet wenig und verlangt nichts. Nach einem brutalen Traum ernährt sie sich nur noch vegan, nimmt stark ab und wird immer passiver und inaktiver. Sie genießt es, nackt zu sein, und lehnt im weiteren Verlauf der Ereignisse jegliche Nahrung ab. Die Ärzte diagnostizieren Magersucht und Schizophrenie. Yong-Hye ist zunehmend davon besessen, selbst zur Pflanze zu werden. Sie ist sogar bereit, dafür zu sterben.

#### Der Ehemann
Yong-Hyes Ehemann Chong ist ein oberflächlicher Mensch, der Schwierigkeiten aus dem Weg geht und es sich gerne leicht macht. Er hat einen runden Bauch, einen kleinen Penis und keine Muskeln. Zu Arbeitskollegen und Familienmitgliedern ist er respektvoll und höflich. Zu Yong-Hye fühlt er sich nicht hingezogen, er hat sie wegen ihrer Durchschnittlichkeit geheiratet. Als Yong-Hye anfängt, sich nur noch vegan zu ernähren und immer mehr abnimmt, ist er zunächst geschockt, nimmt jedoch schnell eine abwartende und desinteressierte Haltung an. Erst als das Verhalten seiner Frau ihn schlecht vor seinen Vorgesetzten dastehen lässt, entscheidet er sich etwas zu unternehmen und versucht ihr zu helfen. Auf Yong-Hyes Teilnahmslosigkeit reagiert er schnell gereizt und schreit sie an. Mehrmals vergewaltigt er sie. Nach dem Suizidversuch seiner Frau lässt er sich von ihr scheiden und sieht sich selbst als Hauptopfer der Ereignisse.

#### Der Schwager
Yong-Hyes Schwager, dessen Name nicht genannt wird, ist ein Videokünstler mit akademischen Grad, aber ohne regelmäßiges Einkommen. Mit den Werken, die er in den letzten zehn Jahren produziert hat, ist er nicht mehr zufrieden. Er hat schütteres Haar, für das er sich schämt, und einen Bierbauch. Als er von Yong-Hyes Mongolenfleck erfährt, entwickelt er eine Obsession für seine Schwägerin und hat eine Vision, in der sie mit Blumen bemalt miteinander schlafen. Er verbringt wenig Zeit mit seinem fünfjährigen Sohn, geht lieber ins Atelier, als mit seiner Frau zuhause zu sein. Obwohl er vom Charakter her unsicher und ängstlich ist, überschreitet er bewusst moralische Grenzen.

#### Die Schwester
In-Hye ist Yong-Hyes vier Jahre ältere Schwester, eine attraktive Frau mit großen Mandelaugen und einem wohlgeformten Körper. Mit ihrem Ehemann hat sie einen fünfjährigen Sohn namens Ziu. In-Hye ist die Geschäftsführerin eines Kosmetikgeschäfts, das sie schon dreimal ausgebaut hat. Seitdem ihr Sohn einen Kindergartenplatz hat, arbeitet sie wieder Vollzeit, weshalb sie immer müde erscheint. In-Hye ist eine geduldige, sorgfältige und verantwortungsbewusste Person. Schon als Kind hatte sie einen starken Willen und kümmerte sich um ihre jüngere Schwester. Als Yong-Hye in die Psychiatrie eingewiesen wird, organisiert In-Hye alles, bezahlt die Klinikkosten und besucht Yong-Hye regelmäßig. Obwohl sie sich um ihre Schwester sorgt, verspürt sie auch einen tiefen Hass auf sie. In-Hye ist zudem von Schuldgefühlen geplagt, beschreibt ihr Leben als sinnlos und äußert sogar den Wunsch, nicht mehr leben zu wollen. Wegen ihrer Verantwortung gegenüber ihrem Sohn macht sie aber weiter.

## Form
Der Roman ist in drei Teile gegliedert, in denen jeweils aus der Sicht einer anderen Figur erzählt wird. Der erste Teil, titelgleich mit dem Roman, wird aus der Perspektive von Yong-Hyes Ehemann geschildert, der die Rolle des Ich-Erzählers einnimmt. Die zwei weiteren Teile mit den Titeln „Der Mongolenfleck“ und „Bäume in Flammen“ sind aus der Perspektive eines personalen Erzählers geschrieben, einmal aus der Sicht des Schwagers der Protagonistin und zuletzt aus der Sicht ihrer Schwester. Aus der Sicht der Protagonistin werden nur einige Traumsequenzen im ersten Teil wiedergegeben, ansonsten bleibt die Vegetarierin in ihrem Roman ohne eigene Stimme.

## Entstehungsgeschichte

### Inspiration
Han Kangs Inspiration für das Buch war ihre eigene Kurzgeschichte „Die Früchte meiner Frau“, welche im Jahr 2000 veröffentlicht wurde. In der Geschichte verwandelt sich die Protagonistin in eine Pflanze. Die Kurzgeschichte ist im Vergleich zum Roman nicht so düster und gewaltsam, enthält sogar magische Elemente. Die Sätze sind länger und mit bildlichen Vergleichen ausgeführt. Han Kang wusste schon damals, dass sie das Thema der pflanzlichen Metamorphose in einem anderen Werk erneut aufgreifen wollte, was sie sieben Jahre später mit ihrem Roman Die Vegetarierin auch umsetzte.
Ein weiterer Einfluss für ihre Geschichte, so die Autorin, waren ihre persönlichen Erfahrungen, da sie selbst eine Zeit lang vegetarisch gelebt hat. Han Kang fand es interessant und sogar etwas amüsant, wie ihr Umfeld auf ihre Entscheidung reagierte.
In einem Interview gab Han Kang außerdem zu, schon zu Studienzeiten mit einem Zitat von dem Dichter Yi Sang besessen gewesen zu sein. In einem Gedicht schrieb dieser „I believe that human beings should be plants“. Für Die Vegetarierin war dieses Zitat nur indirekt ein Einfluss, genauso wie Kafkas Geschichten oder andere Erzählungen über Metamorphosen und pflanzliches Leben.

### Roman oder Novellensammlung?
Ursprünglich erschienen die drei Teile des Buches als separate Novellen. „Mongolenfleck“ wurde im Jahr 2005 veröffentlicht, aufgrund vertraglicher Bindungen folgten erst zwei Jahre später dann „Die Vegetarierin“ und „Bäume in Flammen“. Daher wird auch heute der Roman manchmal noch als Novellensammlung betitelt. Eigentlich plante Han Kang noch eine vierte Erzählung aus der Sicht des Neffen der Protagonistin, beim Beenden des dritten Teils war sie sich jedoch sicher, dass der Roman beendet sei.

## Rezeption
Nach der Erstveröffentlichung in Korea wurde das Buch nicht umfangreich rezipiert. Als die englische Übersetzung den internationalen Man Booker Prize gewann, wurde Die Vegetarierin neun Jahre nach Erscheinen zum Bestseller.

### Rezeption
Anfangs wurde der Roman in Korea als extrem und grotesk aufgenommen. Er verkaufte sich zwar konstant, wurde von der allgemeinen Leserschaft aber eher abgetan und konnte sich somit nicht als Bestseller etablieren. Übersetzt wurde Die Vegetarierin zunächst ins Chinesische, Vietnamesische, Japanische, Polnische, Spanische und Portugiesische.
Der große Erfolg des Romans kam erst mit der englischen Übersetzung von Deborah Smith und dem damit gewonnenen Man Booker Literaturpreis. Nach diesem Preis erlebte der Roman Die Vegetarierin seinen internationalen Durchbruch. Weitere Übersetzungen folgten, ins Deutsche wurde der Roman 2016 von Ki-Hyang Lee übertragen. Die Vegetarierin entwickelte sich zu einem weltweiten Bestseller und wurde bis 2022 in über 25 Sprachen übersetzt.
In Deutschland wurde der Roman unter anderem von der Süddeutschen Zeitung, dem Deutschlandfunk und dem Spiegel besprochen.

### Preise
Die Kurzgeschichte „Mongolenfleck“ gewann bereits bei der Ersterscheinung den renommierten Yi Sang Literaturpreis im Jahr 2005. Nach der Veröffentlichung des Romans in 2007 folgte, neben nationalen Ehrungen und Preisen, der Man Booker International Prize 2016 für die englische Übersetzung von Deborah Smith. Im Jahr 2019 gewann Die Vegetarierin den San Clemete Prize in Spanien. 2024 gewann die Autorin für ihr vervollständigtes Werk "Die Vegetarierin" den Nobelpreis für Literatur.

### Verfilmung
Der Roman wurde 2009 unter dem Titel Chaesikju-uija (englischer Titel: Vegetarian) in Südkorea verfilmt. Der Film von Regisseur Lim Woo-seong hatte seine Premiere im Oktober 2009 beim vierzehnten Busan International Film Festival in der Kategorie Korean Cinema Today. In den Kinos lief der Film am 18. Februar 2010 in Südkorea an. Im selben Jahr wurde der Film beim Sundance Film Festival für die Kategorie World Cinema – Dramatic nominiert. In einem Interview gibt Han Kang an, mit der Umsetzung des Films zufrieden zu sein, findet jedoch, dass beim Marketing der Fokus zu sehr auf die erotischen Elemente gesetzt wurde.

### Hörspiel
Eine deutsche Hörspielfassung unter dem Titel Die Vegetarierin entstand 2017 beim Norddeutschen Rundfunk. Die deutsche Übersetzung erstellte Ki-Hyang Lee. Die Regie führte Irene Schuck, von der auch die Funkbearbeitung stammte. Die Erstsendung fand am 10. September 2017 beim Sender NDR Info statt. Die Abspieldauer beträgt 72'23 Minuten. Zu den Sprechern gehörten u. a.: Meike Droste (Yong-Hye), Paul Herwig (Ehemann), Judith Engel (Schwester), Wolfgang Pregler (Schwager) und Hedi Kriegeskotte (Mutter).

### Textausgaben
- Verwendete Ausgabe: Han Kang: Die Vegetarierin. 4. Auflage. Aufbau, Berlin 2021, ISBN 978-3-7466-3333-6

### Sekundärliteratur
- Han Kang: Die Früchte meiner Frau. In: Sylvia Bräsel, Lie Kwang-Sook (Hrsg.): Koreanische Erzählungen. 2. Auflage: dtv 2005, ISBN 978-3-423-13381-4